# Mulligan (Golf)
Der Begriff Mulligan wird im Golfsport für eine inoffizielle Übereinkunft verwendet, bei der ein Golfspieler einen misslungenen Schlag straffrei wiederholen darf. Die Regelung ist nicht Teil des offiziellen Golfsport-Regelwerks und kommt ausschließlich bei privaten Golfrunden zur Anwendung. Die Regelung ist besonders bei Hobbygolfern aus dem englischsprachigen Raum weit verbreitet und kommt zunehmend auch bei Golfern aus anderen Ländern zum Einsatz.

## Anwendung
Ob und wie die Regelung angewendet wird, entscheiden die Spielpartner einer Golfrunde („Flight“) entweder vor oder während eines Spiels. Einigen sich die Spieler auf die Anwendung, darf ein Spieler einen Schlag wiederholen, wenn er der Meinung ist, dass der Versuch misslungen ist. Dieses kann der Fall sein, wenn der Ball zum Beispiel im Aus oder im Rough gelandet ist. Wie oft ein Spieler einen misslungenen Schlag wiederholen darf, wird von den Spielern weltweit unterschiedlich festgelegt. Häufig gibt es hier keine Begrenzung.

## Herkunft und Verbreitung
Wann und wie die Regelung entstand, ist umstritten. Eine häufig zitierte Variante geht auf David Mulligan zurück, einen Hotelmanager aus New York mit kanadischer Staatsbürgerschaft, der in den 1920er Jahren auf einem Golfplatz in der Nähe von Montreal bei einer Runde mit Freunden mehrmals einen misslungenen Schlag wiederholt haben soll. Eine weitere Theorie bezieht sich auf John A. „Buddy“ Mulligan, der in den 1930er Jahren Ähnliches auf dem Golfplatz des Essex Fells Country Clubs in New Jersey getan haben soll. Die Version von John Mulligan fand im US-amerikanischen Raum weite Verbreitung, nachdem im Jahr 2005 in der Fernsehsendung „Today Show“ darüber berichtet worden war.